# O!
O! – drugi album studyjny zespołu Maanam wydany w 1982 roku nakładem wytwórni Pronit. Nagrania zrealizowano w krakowskim Teatrze STU w dniach 4.02 – 22.02.1982.
Marek Jackowski w Tylko Rocku:

„To była nasza pierwsza płyta nagrana w Teatrze Stu. I też była to bardzo prosta produkcja: prawie płyta nagrana na żywo. Może nie na wszystko starczyło czasu, ale graliśmy do upadłego, Ricardo nie wyszedł, dopóki nie zagrał solówki. Paweł miał napisane na kartce: 'Wal mocno'… Może niedobrze, że nie udało się uzyskać takiej lekkości, jak na pierwszej płycie. Ale gdy graliśmy w Niemczech, to przekonywano mnie, że to jest właśnie ten nasz sound. 'Granice' uważam za utwór niezwykły, trąbka Stańki jest wspaniała. (…) Nagrywaliśmy tę płytę w trzecim miesiącu stanu wojennego. Totalny zastój, nie było co robić, więc weszliśmy do studia. Mam do tej płyty inny stosunek , bo to nie tylko piosenki, ale i tamta atmosfera. Te nocne powroty do domu, gdy nic nie jeździło i trzeba było pieszo… Zatrzymywały nas patrole. Nigdy nie wiadomo czy się dojdzie do domu. Pamiętam taką noc, gdy była niesamowita mgła, i patrol tylko słyszał nasze kroki, a my – patrolu… (…)”

Kamil Sipowicz o albumie:

„Płyta po ukazaniu się, stałaby się na pewno największym przebojem fonograficznym. Niestety zabrakło czarnej masy do jej tłoczenia. Wiem, że funkcjonowała jako bardzo wartościowy produkt wymienny, a handel wymienny w PRL był czymś podstawowym. Za 'O!' można było otrzymać naprawdę bardzo wartościowe rzeczy. Przy nagrywaniu 'O!' współpracował z zespołem trębacz Tomasz Stańko. Nagranie kilkusekundowego „Zwierza”, zabrało mu kilka dni. Chłopcy nie wylewali za kołnierz…”

## Lista utworów
strona 1
1. „Bodek” – 0:13
2. „O! nie rób tyle hałasu” (muz. M. Jackowski – sł. O. Jackowska) – 3:33
3. „Paranoja jest goła” (muz. M. Jackowski – sł. O. Jackowska) – 5:22
4. „Parada słoni i róża” (muz. M. Jackowski – sł. O. Jackowska) – 5:29
5. „Nie poganiaj mnie, bo tracę oddech” (muz. M. Jackowski – sł. O. Jackowska) – 3:13

strona 2
1. „Die Grenze” (muz. M. Jackowski – sł. O. Jackowska) – 5:28
2. „Zwierzę” (muz. T. Stańko) – 0:45
3. „Pałac na piasku” (muz. M. Jackowski – sł. O. Jackowska) – 5:00
4. „Jest już późno, piszę bzdury” (muz. M. Jackowski – sł. O. Jackowska) – 4:42
5. „Ninon” (B. Kaper, W. Jurman, M. Halicz) – 0:59
6. „AN-24 'Antonow'” (muz. R. Olesiński – sł. O. Jackowska) – 1:37

## Skład
- Olga Jackowska (Kora) – śpiew
- Marek Jackowski – gitara
- Ryszard Olesiński – gitara
- Bogdan Kowalewski – gitara basowa, fortepian Fendera w utworze 'Parada Słoni i Róża'
- Paweł Markowski – perkusja

Muzycy towarzyszący
- Tomasz Stańko – trąbka

## Personel
- Jacek Mastykarz – realizacja
- Jan Żabko-Potopowicz – projekt graficzny
- Jacek Szumc – foto
- Włodzimierz Żywioł – asystent
- Poljazz – wydawca